# Pekka Siitoin

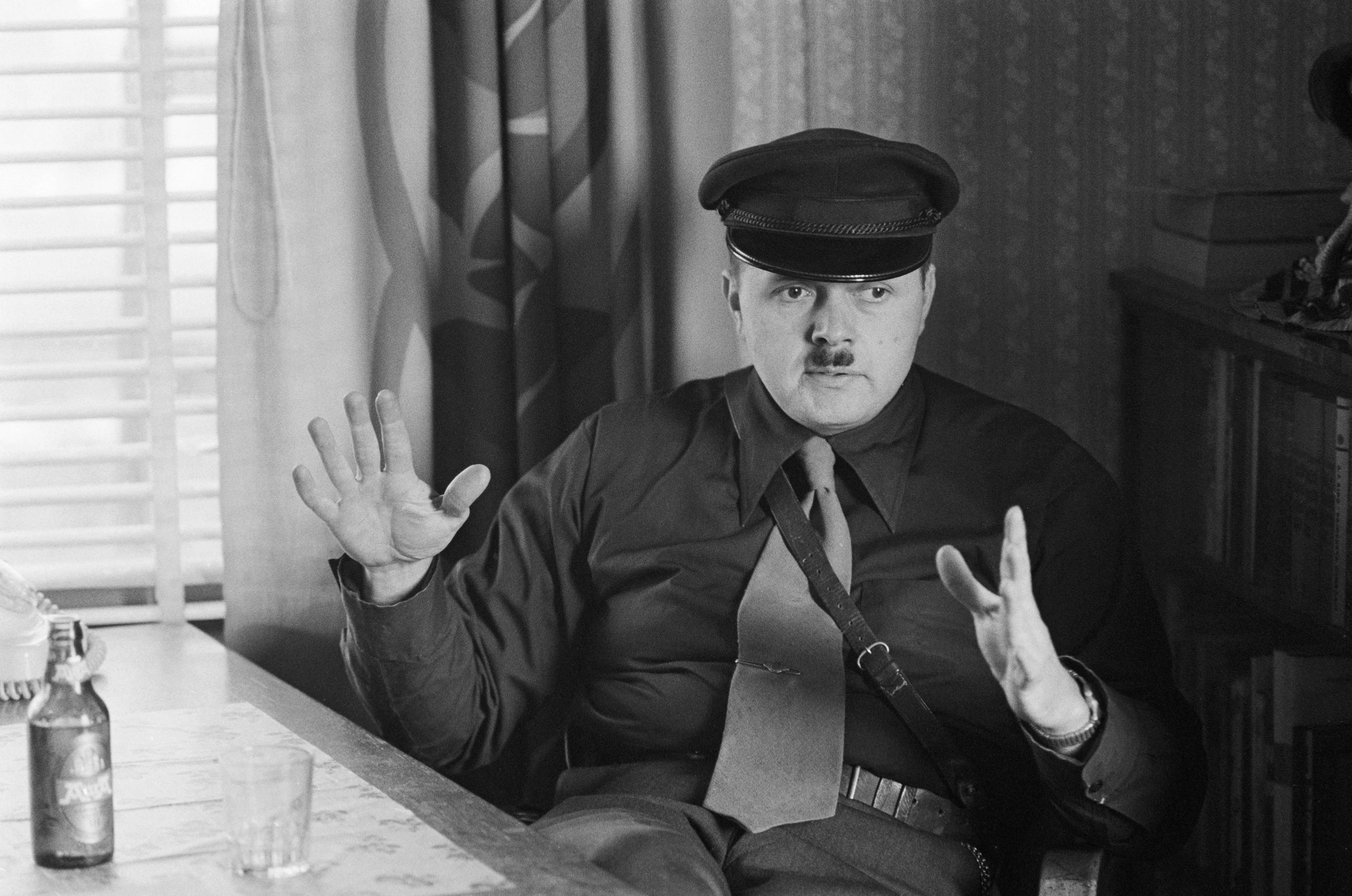
Pekka Siitoin år 1976.

Timo Pekka Olavi Siitoin, född den 20 maj 1943 i Varkaus, död den 8 december 2003 i Vemo, var en finländsk ockultist och nynazist. Han är den mest kända finska nynazisten och betraktas idag mera som en komisk karaktär och en kultperson. Siitoin kallade sig själv "riksledare".
Sedan 1960-talet arbetade Siitoin som fotograf. Han var också elev till den kända finska klärvoajansen Aino Kassinen och studerade vid Teaterhögskolan. År 1977 dömdes Siitoin till fem års ovillkorligt fängelse när nationalsocialister anlade en mordbrand och placerade en bomb i kommunisternas tryckeri Kursiivi i Helsingfors. Fyra av hans organisationer förbjöds av finländska inrikesministeriet.
Under 1970- och 1980-talet publicerade Siitoin flera ockultiska, ufologiska och politiska böcker med pseudonymerna Peter Siitoin, Jonathan Shedd, Hesiodos Foinix, Peter von Weltheim, Edgar Bock och Cassius Maximanus. Två av hans böcker, Svart Magi del I och II, har översatts till svenska. År 1995 sågs Siitoin i Kåge Jonssons dokumentär Båtresan Sverige - Finland Tur och Retur. Siitoin hade alkoholproblem och dog av cancer i december 2003.
Pekka Siitoin intervjuades av Lektyr i januari 1984.

## Utvalda citat
Som politisk ledare för sitt finska nazistparti med 3 till 4 medlemmar i, varav en var hans son, gjorde han bland annat dessa uttalanden offentligt:
"Jag är en stenhård rasist, sadist och fascist. Det nya testamentet är sant, det Gamla testamentet är skit. Andar informerade mig om att pånyttfödd blir jag i nästa liv i USA, då som president. Detta har rapporterats. De med bäst snopp är bra för Satan, och de med dåliga snoppar eller dålig ställning behöver extra träning genom orgier. Att äta lök ökar också potentialen. Jag skulle säga att lesbiska borde fångas med handbojor, och sedan tvingas skaffa barn. De skulle då inte längre vara lesbiska. Ty Hitler är vår germanske anfader."